# Thomas Ewing
Thomas Ewing, född 28 december 1789 i Ohio County i Virginia (numera i West Virginia), död 26 oktober 1871 i Lancaster i Ohio, var en amerikansk politiker (whig). Han var USA:s finansminister från mars till september 1841 och inrikesminister 1849–1850.
Ewing föddes i den delen av Virginia som senare skulle bli West Virginia. Några år senare flyttade han med familjen till Waterford i Nordvästterritoriet i nuvarande Ohio och år 1798 vidare till Athens County.
Ewing studerade vid Ohio University. Därefter undervisade Philemon Beecher honom i juridik. Han inledde 1816 sin karriär som advokat i Lancaster i Ohio.
Han var ledamot av USA:s senat från Ohio 1831-1837 och 1850-1851. Han tjänstgjorde 1841 som USA:s finansminister under presidenterna William Henry Harrison och John Tyler. När USA:s inrikesdepartement grundades 1849, utnämndes Ewing till inrikesminister. Han lämnade inrikesdepartementet följande år för att efterträda Thomas Corwin, som hade utnämnts till finansminister, i USA:s senat. Han lyckades inte med att bli omvald som senator.
Andrew Johnson utnämnde honom 1868 till USA:s krigsminister, men utnämningen blev inte av när senaten vägrade att godkänna honom. Just avskedandet av Edwin M. Stanton som krigsminister 1868 ledde till att Johnson ställdes inför riksrätt.
Ewing gifte sig med Maria Wills Boyle, en katolik. Parets barn uppfostrades till den katolska tron. General William Tecumseh Sherman var Ewings styvson. Maria arrangerade William Shermans konversion till katolicismen. I samband med konversionen tog Sherman namnet "William"; han hade före konversionen hetat endast "Tecumseh Sherman". Ewings son Thomas Ewing, Jr. var general och kongressledamot från Ohio.